# Ciné-Télé-Revue
Ciné-Télé-Revue est un magazine hebdomadaire belge francophone consacré au cinéma et à la télévision.

## Historique
Créé le 13 octobre 1944 par Jean Leempoel et Joe Van Cottom sous le titre Théâtra Ciné Revue, il est rapidement rebaptisé Ciné-Revue, titre qu'il conserva jusqu'en 1984 (à part une courte période dans les années 1970 où il est appelé Ciné Revue - Télé Programme), avant de devenir définitivement Ciné-Télé-Revue.
Pendant plusieurs décennies, Ciné-Revue fut une revue de cinéma dont le succès reposait notamment sur l'idée des éditeurs de mettre en avant la vie des plus grandes stars du cinéma américain de l'époque comme Marilyn Monroe, John Wayne, Charlie Chaplin, Walt Disney, Robert Mitchum, Spencer Tracy, Kirk Douglas, Elizabeth Taylor, Grace Kelly, etc.
À partir des années 1950, la revue commence à s'intéresser à la télévision alors naissante, qui en deviendra le thème principal au début des années 1980 (ce qui explique le changement de titre). Entretemps, dans les années 1970, Ciné-Revue s'était orienté vers l'érotisme « soft » qui était alors à la mode, publiant notamment la photo d'une starlette dénudée dans ses pages centrales.
Elle crée aussi les Triomphes du cinéma en concurrence des Victoires du cinéma décernées à partir de 1946 par la revue française Cinémonde lors de la Nuit du cinéma, manifestation qu'elle reprendra à la disparition de Cinémonde en 1968.
Ciné-Télé-Revue a été publié sans publicité depuis sa création jusqu'en 1983. Il a été le dernier magazine à céder aux sirènes financières de cette source de revenus.